# 崔慈芬
崔慈芬，是台灣中華電視公司（華視）前主播，籍貫浙江。曾是《華視晚間新聞》當家主播、《華視新聞廣場》主持人、《華視新聞雜誌》主持人。中國文化大學戲劇學系畢業。1997年以《華視新聞廣場》獲得第32屆金鐘獎電視金鐘獎新聞節目主持人獎。現在中國人民大學就讀大眾傳播博士，并在中國傳媒大學擔任客座教授。

## 曾參與的節目
主播或主持
| 年份                   | 頻道 | 節目             | 備註 |
| 時間待查               | 台視 | 《古蹟頌》       | 兒童節目，獲得1989年電視金鐘獎兒童節目主持人獎                                                                 |
| 1988/11/18～1989/06/30 | 台視 | 《生活的樂章》   | 生活資訊節目                                                                                                   |
| 1989/01/25～1989/06/28 | 中視 | 《摩登情報》     | 生活資訊節目，王大為製作                                                                                       |
| 1989/05/29～時間待查   | 中視 | 《放眼看大陸》   | 社教節目，僅負責外景主持，田正平製作，馬中欣企劃，熊旅揚主持                                                   |
| 時間待查～1990/11/10   | 中視 | 《磁場360》      | 綜藝節目，清華廣告李敏昭製作，播出時間為每星期六19:00～19:30，崔慈芬是第一代主持人，尹文儀與徐華鳳是第二代主持人 |
| 時間待查               | 中視 | 《飛躍最高點》   | 社教節目，東聯廣告製作，湯健明主持第一季，崔慈芬主持第二季                                                     |
| 1989/07/10～1989/11/06 | 華視 | 《婦女新姿》     | 生活資訊節目                                                                                                   |
| 時間待查               | 華視 | 《華視晚間新聞》 | |
| 時間待查               | 華視 | 《華視新聞雜誌》 | |
| 時間待查               | 華視 | 《華視新聞廣場》 | |
| 時間待查               | 華視 | 《早安今天》     | |

幕後配音
| 年份 | 頻道 | 節目                 | 備註 |
|      | 中視 | 綜藝節目《大開眼界》 |      |

企劃
| 年份 | 頻道 | 節目         | 備註 |
|      |      | 《今夜看我》 |      |